# Famille Belosselsky Belozersky

Armoiries des Princes Belosselsky-Belozersky.

La famille Belosselsky Belozersky (en russe : Белосельский Белозерский) est une famille princière russe. Elle tire son nom de son fief de Beloïé Sélo (Belo Selo), près de la ville de Belozersk, qu'elle gouverna de manière indépendante jusqu'au XVe siècle.
En 1799, Alexandre Mikhaïlovitch Belosselsky est autorisé par oukase impérial de Paul 1er à porter le double nom Belosselsky-Belozersky, en reconnaissance de son origine des anciens princes de Beloozero, et inscrit avec le titre de prince dans l'Armorial général de la noblesse de l'Empire russe.
Après la révolution russe de  1917, la famille Belosselsky-Belozersky fuit la Russie et ses membres s'installent notamment en Finlande, en France, en Angleterre et aux États-Unis.

## Origine

### Origines princières et alliances mongoles
La famille, de souche riourikide,  obtient la principauté de Beloozero (Belozersk) en apanage sous le règne du grand-prince Ivan Ier Kalita. Le premier prince connu de cette lignée à gouverner Belozersk est Gleb Vassilkovitch, en 1238.
Durant l'époque de la domination mongole (tatare), les princes de Belozersk, comme les autres princes russes, devaient se rendre à la cour de la Horde d'or, à Saraï, pour obtenir leyarlik, charte de reconnaissance de leur pouvoir local. Lors de l'un de ces voyages, Sartak Khan, fils de Batu Khan et khan chrétien de la Horde d'or, donne sa fille, Feodora Sartakovna, en mariage à Gleb Vassilkovitch Belozersky. Cette union est exceptionnelle dans l'histoire des principautés russes : Feodora, en tant que petite-fille de Batu Khan et descendante directe de Gengis Khan, ancre la famille Belosselsky Belozersky à la fois dans la noblesse russe et dans la noblesse impériale mongole.

### La bataille de Koulikovo (1380) et le déclin politique
En 1380, les troupes de la principauté de Beloozero participèrent activement à la bataille de Koulikovo, l'un des événements fondateurs de l'identité nationale russe, où l'armée de Dimitri Donskoï, grand-prince de Moscou, affronta et vainquit l'armée de la Horde d'or menée par le général Mamaï. De nombreux membres de la famille Belozersky périrent lors de ce combat crucial contre la domination tatare. Cette perte militaire importante fragilisa la puissance politique de la principauté de Belozersk. À la suite de cette bataille, et du lent processus d'unification des terres russes autour de Moscou, la famille perdit sa souveraineté territoriale et fut reléguée au fief secondaire de Belo Selo, ce qui donna naissance à la branche Belosselsky.

### Renaissance impériale et reconnaissance nobiliaire
Après plusieurs siècles d'effacement politique, la famille réapparaît sous les règnes de Pierre 1er le Grand et de Catherine II, où plusieurs membres participèrent aux réformes militaires, maritimes et diplomatiques.
En 1799, le prince Alexandre Mikhaïlovitch Belosselsky (1752-1809) est autorisé par oukase impérial de Paul Ier à porter le double nom Belosselsky-Belozersky, en reconnaissance de sa double ascendance, et du prestige ancien des princes de Beloozero. Il est également admis dans l'Armorial général de la noblesse de l'Empire russe (« Livre de velours » ou Barhatnaïa kniga), au 33e rang de préséance princière, et inscrit dans la cinquième partie du registre de la noblesse héréditaire, consacrée à la noblesse titrée. Diplomate et homme de lettres, il joue un rôle important dans la vie culturelle et politique de Saint-Pétersbourg. Il reçoit une éducation cosmopolite : Berlin auprès de Dieudonné Thiébault, puis voyages en France, Italie, Angleterre et Allemagne. Nommé chambellan par Catherine II, il est ensuite ministre plénipotentiaire à Dresde puis à Turin. Il perd sa femme durant son séjour à Turin et revient en Russie pour se consacrer aux arts et aux sciences, tout en exerçant diverses fonctions officielles (membre du Sénat, grand échanson sous Alexandre Ier, commandeur de l'ordre de Saint-Jean de Jérusalem). Il écrit principalement en français, langue culturelle de l'élite russe de l'époque. On lui attribue entre autres une Épître aux Français, vers en français, déposée auprès de la Société Royale (probablement l'Académie de Stanislas) pour soutenir sa candidature à un poste académique ; et des dépêches diplomatiques publiées plus tard, éditées par sa fille en 1901, qui reflètent son activité diplomatique et sa réflexion politique à un moment crucial (Révolution française, diplomatie sarde). Il est membre associé de l'Académie de Stanislas dès 1788, puis membre honoraire de l'Académie impériale des sciences de Saint‑Pétersbourg en 1809. Il a une correspondance régulière notamment avec Voltaire, Rousseau, Kant , Jean-François Marmontel, Giacomo Casanova.

### Après la révolution russe (1917)
La famille Belosselsky-Belozersky, contrainte à l’exil après la Révolution russe de 1917, s’est dispersée entre la Finlande, l’Europe occidentale et les États-Unis. Plusieurs membres ont participé à la lutte contre les bolcheviks avant de renoncer à tout retour.

## Quelques personnalités de la famille

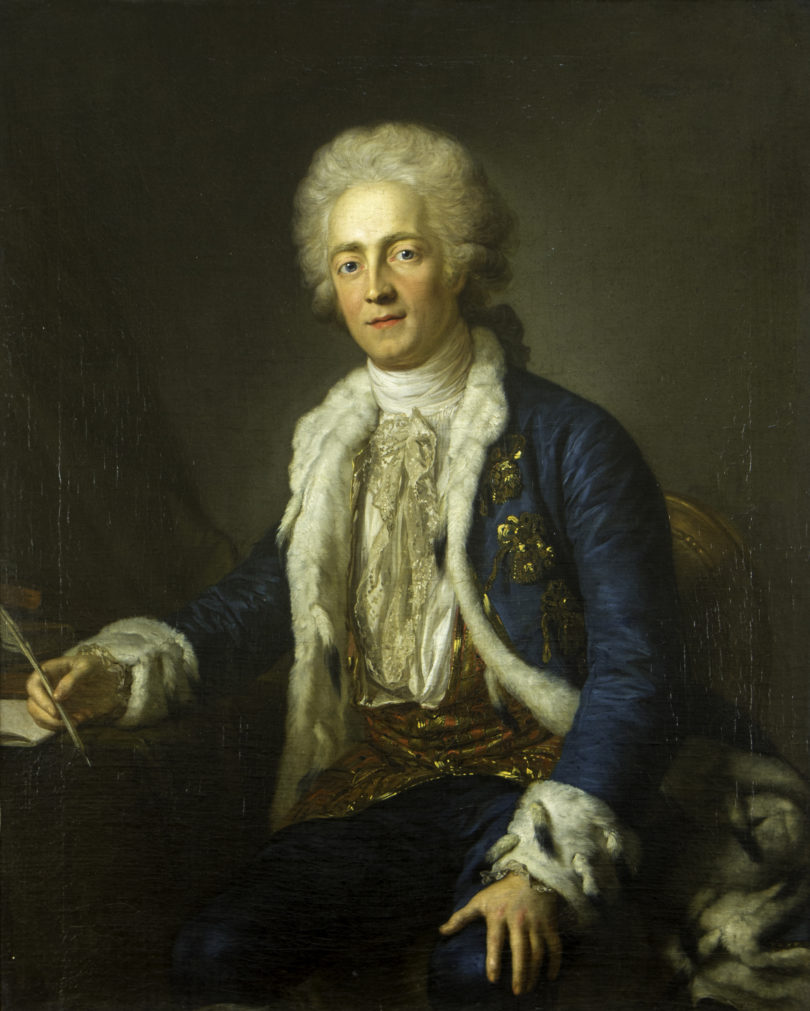
Portrait du prince Alexandre Mikhailovitch Belosselsky-Belozersky par Anton Graff.

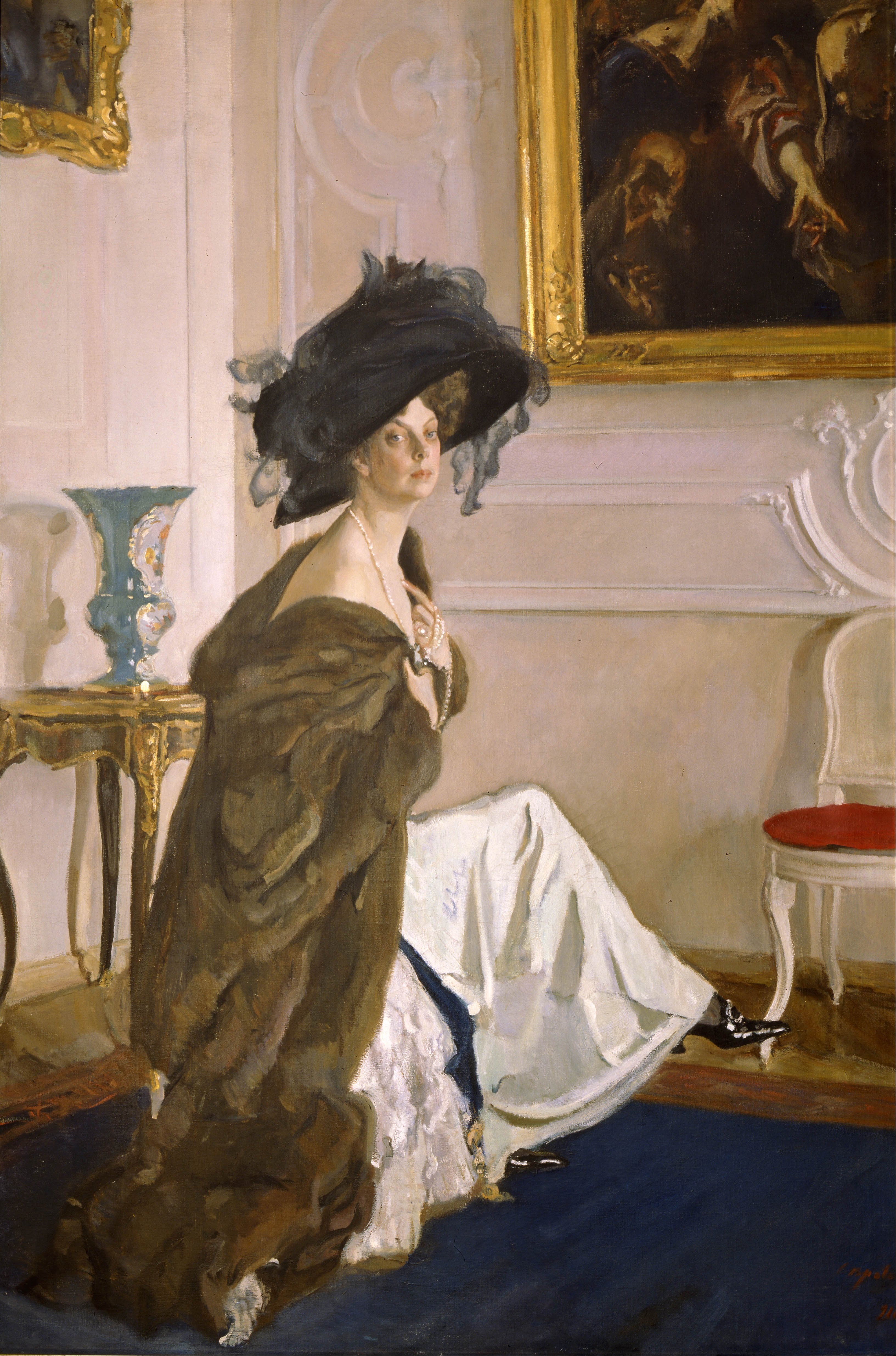
Portrait de la princesse Olga Orlova, par Valentin Serov.

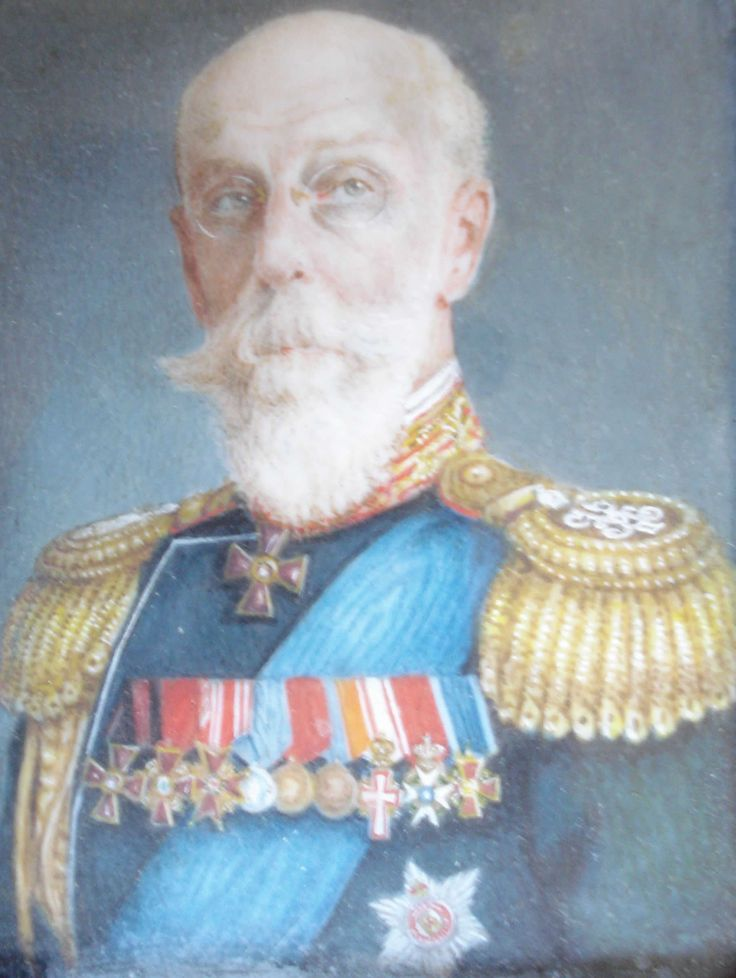
Prince Constantin Belosselsky Belozersky - Portrait miniature Par Le Baron Theophile Meyendorff

Plusieurs personnalités de la famille sont notoires, tels :
- Prince Alexandre Mikhaïlovitch Belosselsky (1752-1809), ambassadeur de Russie à Dresde et à Turin, sénateur, écrivain, membre de l'Académie des sciences de Saint-Pétersbourg.
  - Princesse Zinaïda Volkonskaïa (1792-1862), poétesse et femme de lettres russe. Pouchkine l'a surnommée l'« impératrice des Muses et de la Beauté »[8].
  - Prince Esper Alexandrovitch Belosselsky Belozersky (1802-1846) épouse Hélène Pavlovna Bibikov.
    - Prince Constantin Esperovitch Belosselsky Belozersky(16 juin 1843 à Paris – 26 mai 1920 à Neuilly-sur-Seine), général russe, aide de camp général de l'empereur Nicolas II. Il épouse la princesse Nadejda née Skobeleva, sœur du général Mikhaïl Skobelev. De ce mariage, naissent deux fils et trois filles.[b].
      - Prince Serge Constantinovitch Belosselsky Belozersky (1867-1951), général russe. Il est le deuxième représentant de la Russie au Comité international olympique[9]. Il est invité à devenir membre du comité d'organisation des Jeux olympiques de Paris de 1900 et participe aux compétitions équestres[10]. Le 24 octobre 1894 à Paris, il épouse Susan Tucker Whittier.[c].
        - Prince Serge Serguievitch Belosselsky Belozersky (1895-1978), capitaine de l'armée impériale russe, participant à la Première Guerre mondiale et au Mouvement blanc. Émigré Aux États-Unis, il est le fondateur et président du Comité de libération russe et du Comité russe, major de l'US Air Force, organisateur de l'Institut slave, président de la Horse Guards Association et auteur de mémoires.[d].

      - Princesse Elena Konstantinovna (1869-1944). Elle quitte la Russie pour Paris, avec son époux le prince Viktor Sergueïevitch Kotchoubeï. Leur domaine ukrainien de Dykanka, près de Poltava, fait l'objet d'éloges de la part d'Alexandre Pouchkine et de Nicolas Gogol dans leurs poèmes.
      - Prince Esper Constantinovitch Belosselsky Belozersky (1871-1921), officier de marine impériale. Il est médaillé de bronze pour la Russie en voile aux Jeux olympiques de Stockholm de 1912, dans la classe des 10 mètres[14].[e].
        - Prince Konstantin Esperovitch (1899-1918), fraîchement promu enseigne des chevaliers-gardes en octobre 1917, et officier âgé de seulement 18 ans, était avec son détachement de chevaliers-gardes en Ukraine, quand il fut assassiné le 28 janvier 1918 par un marin de la Garde rouge, qui lui tira une balle derrière la tête dans les rues de Kiev ; ce meurtre eu lieu au cours des premiers combats révolutionnaires et nationalistes dans la région de Kiev, où les officiers de l'armée impériale étaient des cibles. Le prince est enterré à Kiev et repose au monastère Pokrovsky.
        - Prince Georges Esperovitch Belosselsky Belozersky (1913-2005), capitaine dans l'armée française durant la Seconde Guerre mondiale, officier de l'Ordre national du Mérite.[19]
          - Prince Patrick Georgévitch Belosselsky Belozersky (1955), ancien consul honoraire de Malte à Marseille, chevalier de l'ordre national du Mérite.
          - Prince Stéphane Georgévitch  Belosselsky Belozersky (1957), philanthrope,  personnalité contemporaine du monde associatif russe. Depuis 2017, il préside l'Assemblée de la noblesse russe en France (ANRF)[20] et œuvre à la préservation des traditions et de la mémoire de la noblesse russe en exil[21]. Il préside l'association des Œuvres hospitalières françaises des ordres dynastiques de la maison royale de Savoie[22]. À ce titre, il est élevé en 2019 à la dignité de grand officier de l'ordre des Saints-Maurice-et-Lazare par le prince Victor-Emmanuel de Savoie.  Proche de l'église russe, en décembre 2024, il reçoit du métropolite Jean Renneteau l'ordre de Saint-Alexandre-Nevski, la plus haute distinction de l'archevêché orthodoxe russe à Paris, en reconnaissance de près de dix ans de service auprès de l'Église et de ses œuvres caritatives[23],[24]. Il est aussi l'un des parrains de baptême du prince Alexandre Romanoff[25], fils du grand-duc Georges de Russie et de la princesse Victoria.

      - Princesse Olga Orlova (1874-1923), demoiselle d'honneur des impératrices de Russie. Elle épouse le prince Vladimir Nicolaievitch Orloff, chef de la maison militaire de l'empereur Nicolas II. Après la Révolution russe de 1917, en avril 1919, la princesse Olga, son fils le prince Nicolas Vladimirovitch Orlov ainsi que l'épouse de celui-ci, la princesse Nadejda Petrovna de Russie, et leur fille la princesse Irina Nikolaïevna Orlova, quittent la Crimée, à partir de Yalta, en compagnie de l'impératrice douairière Dagmar de Danemark (Maria Feodorovna de Russie) et d'une quinzaine d'autres membres de la famille impériale, vers la France sur le navire de guerre britannique, HMS Marlborough, sur les ordres du neveu de l'impératrice Maria, le roi George V du Royaume-Uni. Le mari de la princesse Olga était le lieutenant général-prince Vladimir Nicolaievitch Orloff, adjudant général de l'empereur Nicolas II et chef de la Chancellerie impériale. Le peintre Valentin Serov les a peints et ces œuvres sont actuellement conservées au Musée russe à Saint-Pétersbourg, notamment le Portrait de la princesse Olga Orlova peint en 1911.
      - Princesse Maria Konstantinovna Belosselsky Belozersky (1883-1931). Après son exil à Bruxelles, elle épouse le major-général Boris E. Hartmann, commandant du régiment des chevaliers-gardes impériaux russes..

## Possessions

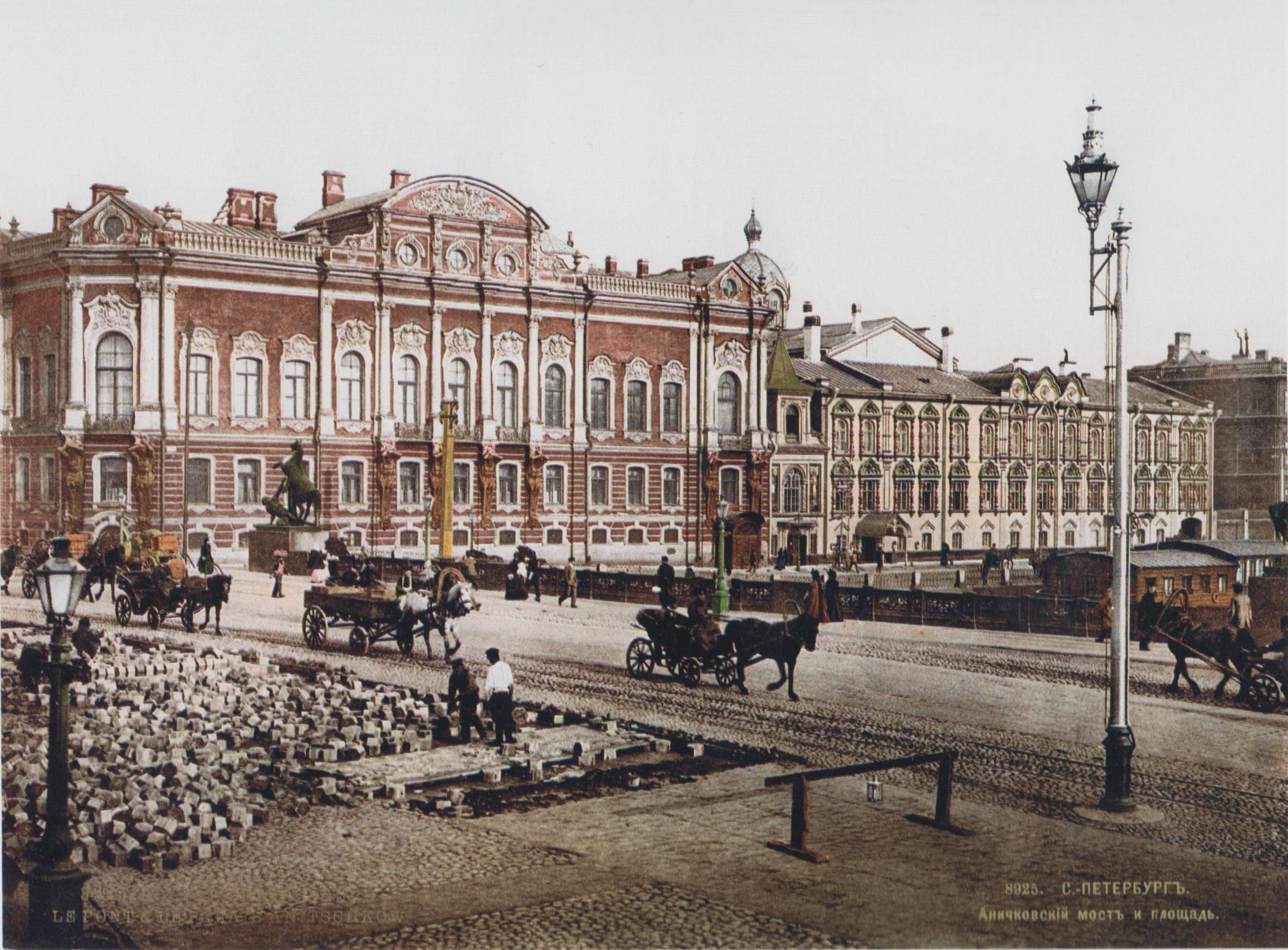
Palais Belosselsky-Belozersky sur la perspective Nevski, à Saint-Petersbourg.

La famille fit construire le magnifique palais Belosselsky-Belozersky sur la perspective Nevski, un chef-d'œuvre d'architecture baroque tardif, aujourd'hui classé monument historique.
Les princes Belosselsky Belozersky possédaient l'île de Krestovsky, après que le prince Alexandre Mikhaïlovitch Belosselsky Belozersky, l'achète vers 1800 à la famille Razoumovski. Vers 1885, les Belosselsky Belozersky déménagent de leur perspective Nevski no 41 « Palais Belosselsky-Belozersky », près du canal Fontanka et du pont Anitchkov à Saint-Petersbourg, après avoir vendu leur palais au grand-duc Sergueï Alexandrovitch de Russie, pour emménager sur l'île Krestovsky. Les derniers princes Belosselsky-Belozersky à résider sur l'île Krestovsky sont les fils du prince Konstantin Esperovitch Belosselsky-Belozersky (1843-1920), Sergueï Konstantinovitch et Esper Konstantinovitch Belosselsky-Belozersky. Le "Krestovsky" était leur résidence à Saint-Pétersbourg jusqu'à ce que la Révolution russe de 1917 les oblige à abandonner la Russie et tous leurs biens, y compris l'île Krestovsky et leurs autres propriétés terriennes et immobilières.

## Hommages

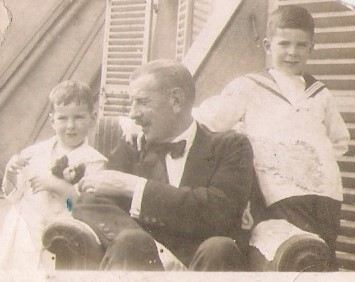
Le prince Espèr Belosselsky Belozersky et ses deux fils Paul et Georges - Paris 1921

Un monument commémoratif dédié aux princes de la famille Belozersky a été érigé à Belozersk, près des rives du Lac Blanc (Belo Ozero). Ce monument, inauguré au XXe siècle, célèbre les origines princières de la famille et leur contribution historique à la défense de la Russie médiévale. Il rend hommage, en particulier, à ceux qui ont donné leur vie à Koulikovo, comme symboles de résistance à l'occupation tatare.
Depuis 1908, la rue Esperova à Saint-Pétersbourg porte le nom du prince Esper Constantinovitch Belosselsky Belozersky (1871-1921), officier de marine impériale, médaillé de bronze pour la Russie en voile aux Jeux olympiques de Stockholm de 1912, dans la classe des 10 mètres.